# 家原寺

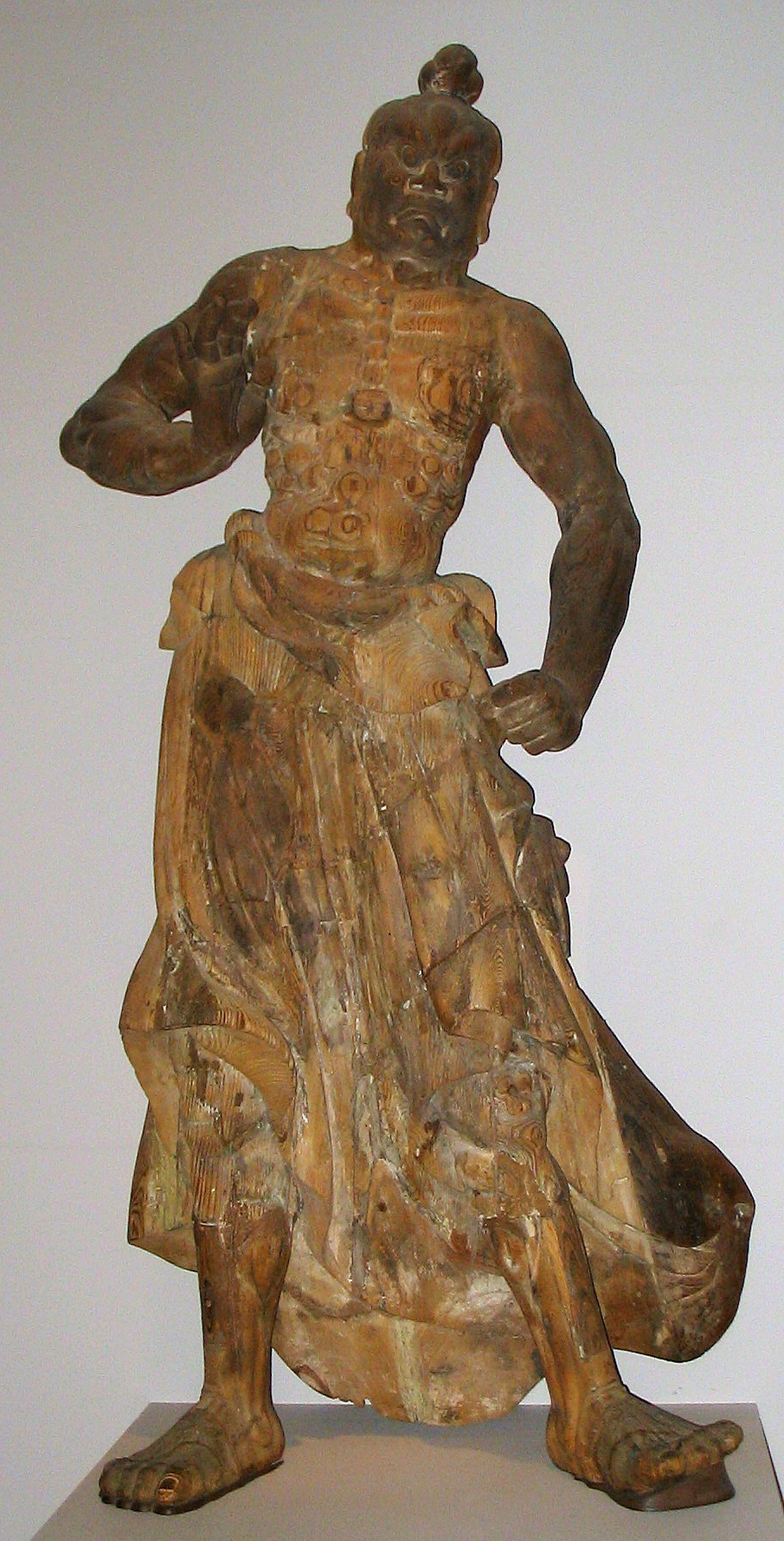
家原寺山門的金剛力士像（華盛頓、佛利爾美術館所藏。相傳是在政府廢佛毀釋政策持續的明治時期，被村人賣掉。鎌倉時代，慶派佛師的作品）

家原寺（日語：えばらじ）是位於大阪府堺市西區的高野山真言宗別格本山寺院。山號是一乘山，院號是清涼院，祭祀的本尊為文殊菩萨。地方上常親切稱為「智惠的文殊先生（日語：智恵の文殊さん）」。

## 歷史
根據寺傳，是在704年（慶雲元年），行基將自己出生的房子改為寺院而開始。曾經有許多附屬的子坊，但因戰亂兵火而衰退。江戶時代因田安家皈依奉獻了寺院領地，在1989年（平成元年）重建三重塔。

## 文化資產
- 重要文化財（國家指定）
  - 絹本著色行基菩薩行狀繪傳 3幅
- 大阪府指定文化財
  - 板碑
- 大阪府指定史跡
  - 家原寺境内

## 禮所
- 西國藥師四十九靈場第十五號
- 大阪十三佛靈場第三號
- 佛塔古寺十八尊靈場第一號

## 照片

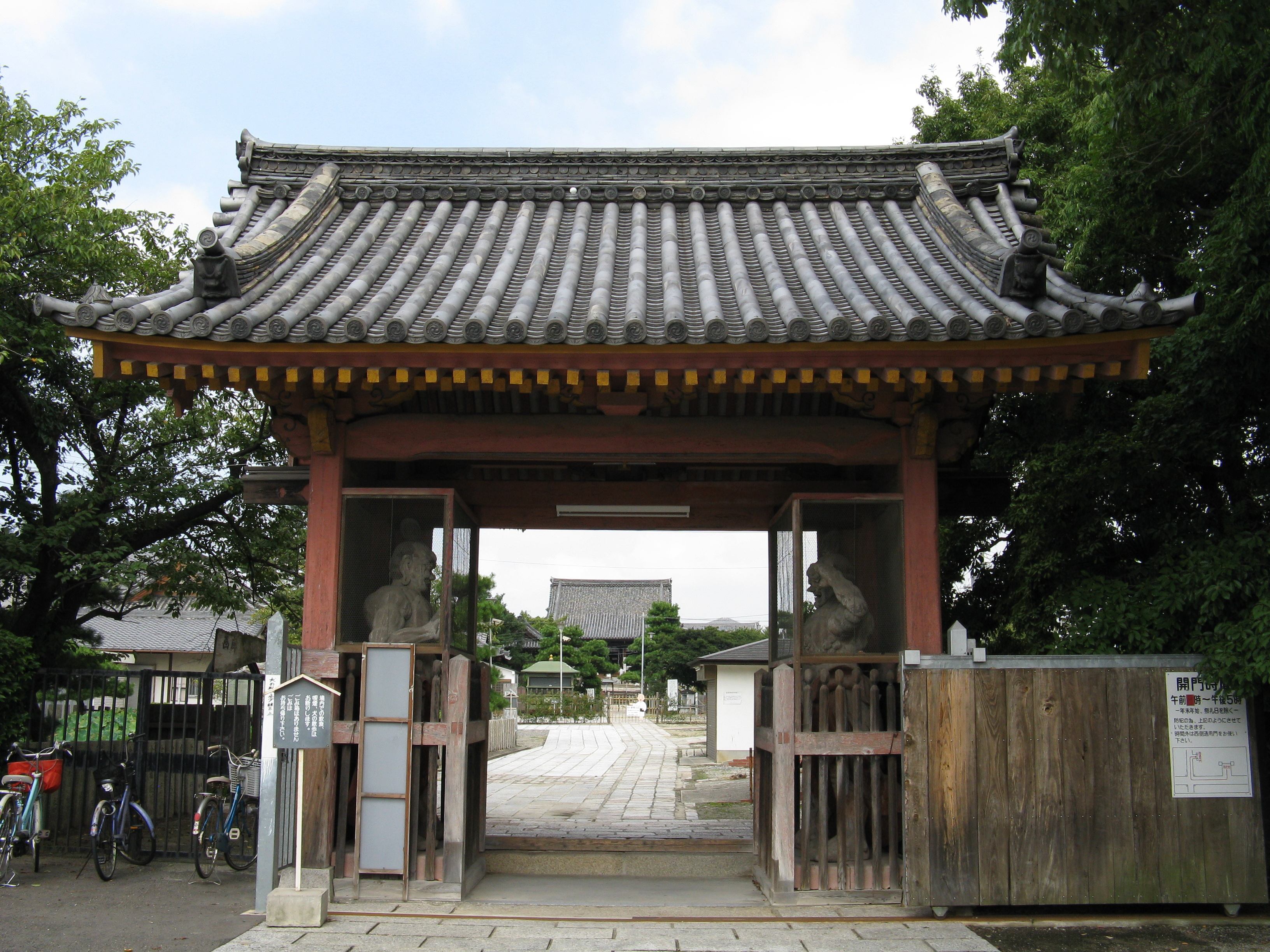
山門
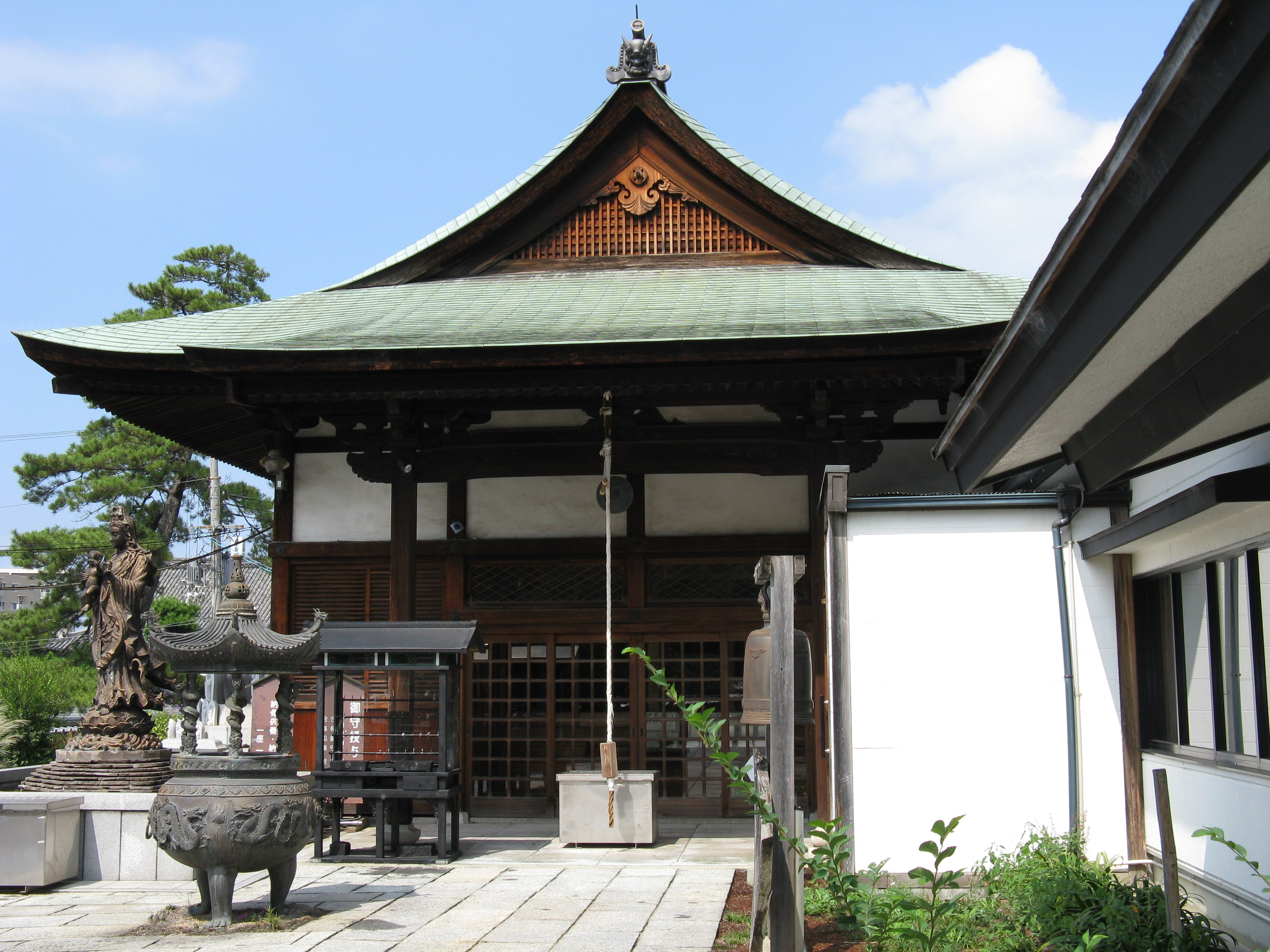
中院
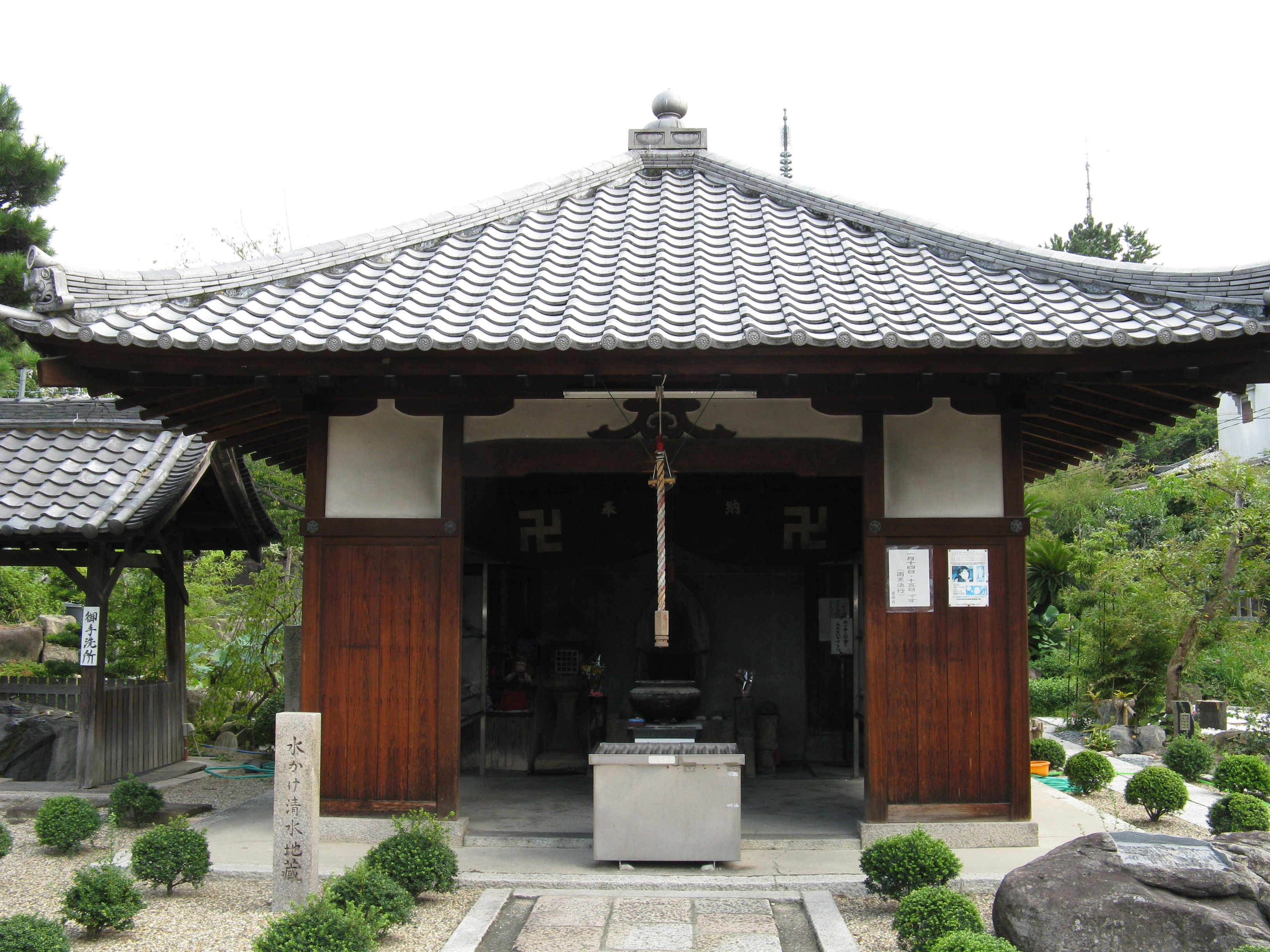
地藏堂
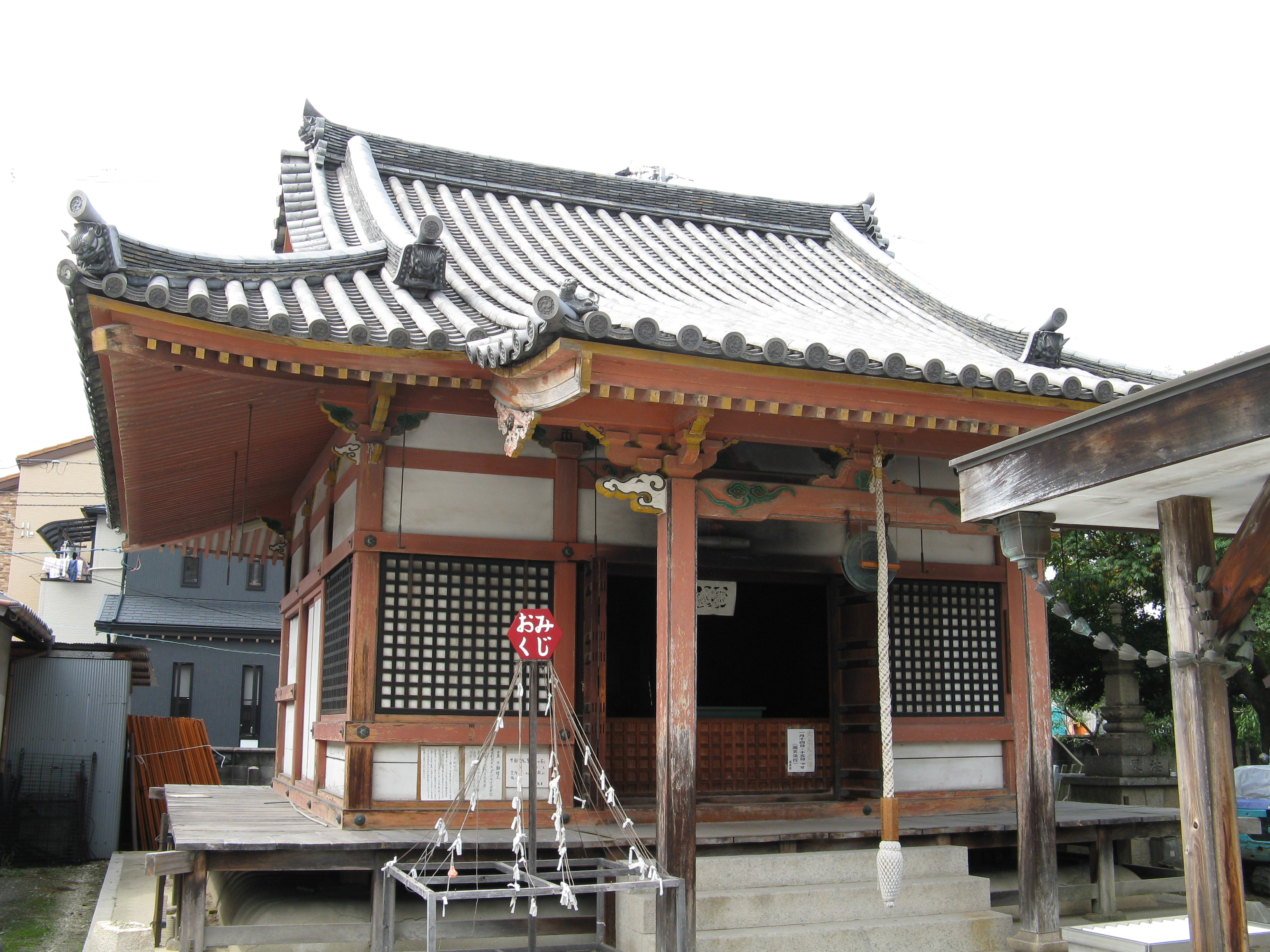
護摩堂
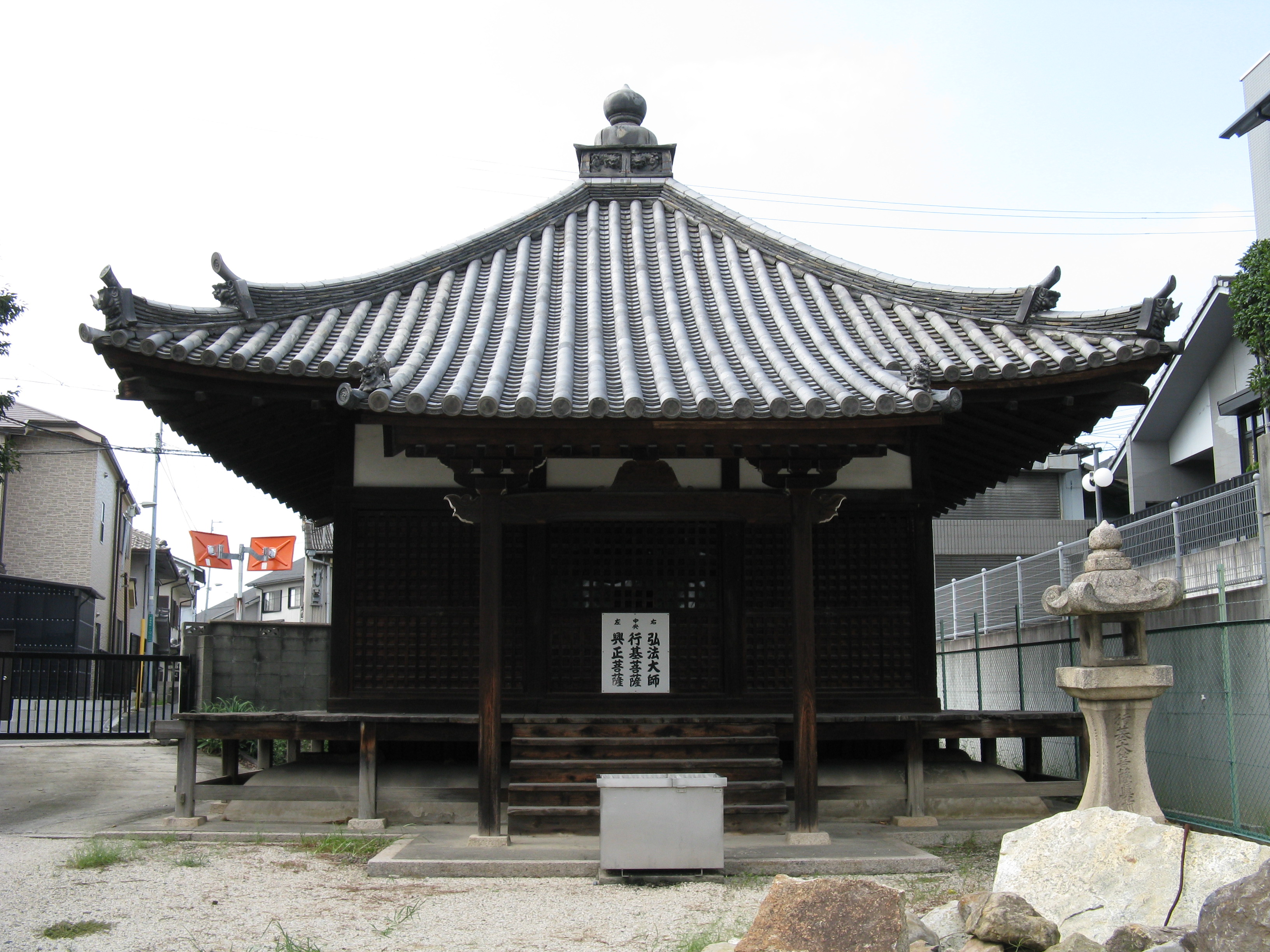
開山堂
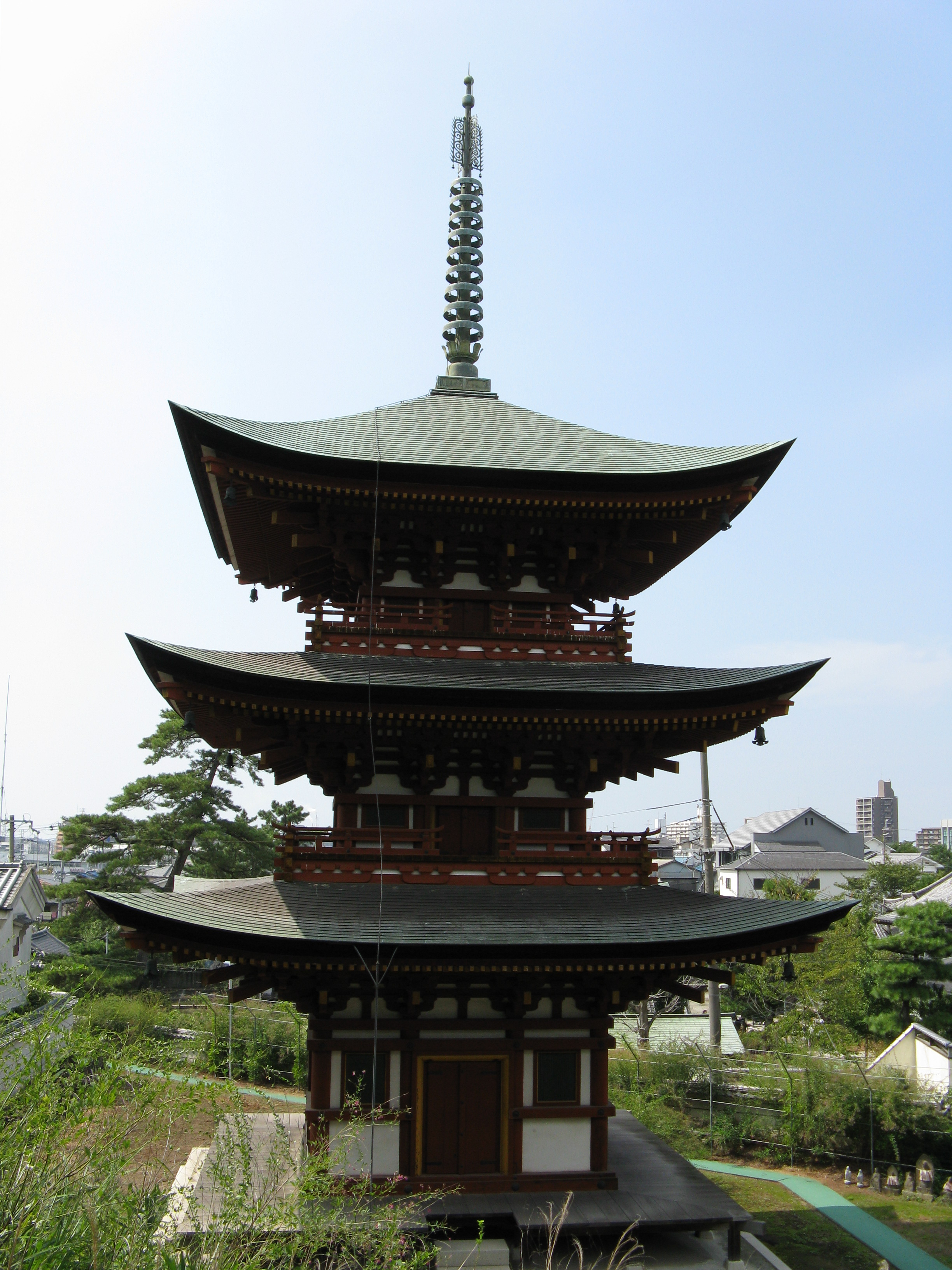
三重塔
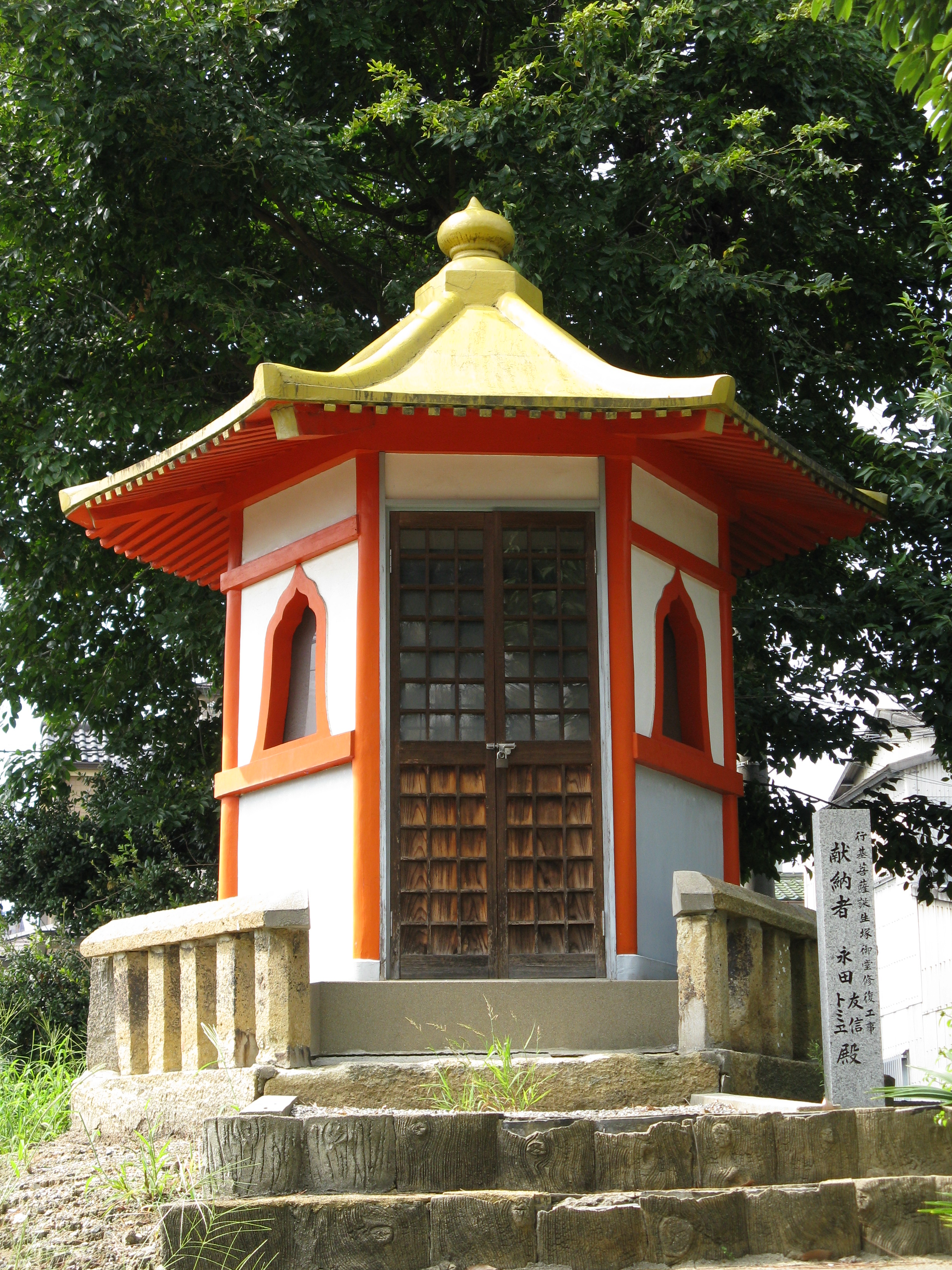
行基誕生塚

## 地址
- 大阪府堺市西區家原寺町1-8-21

## 註腳
1. ↑  堺市史 第七巻 第一編 人物誌 第一章 黎明期 - 堺市立中央圖書館／堺市史
2. ↑  家原寺 （页面存档备份，存于） - 佛塔古寺十八尊靈場繪
3. ↑  Google map的「家原寺五重塔」是錯誤的。

## 外部連結
- 家原寺 （官方網站）（页面存档备份，存于）
- 堺市種種 神社・佛閣（页面存档备份，存于）
- 堺市的文化資產（页面存档备份，存于）